# Nombres premiers cousins
En mathématiques, les nombres premiers cousins sont les paires de nombres premiers qui diffèrent de 4. Ils se rapprochent ainsi des nombres premiers jumeaux, les paires de nombres premiers qui diffèrent de 2, et des nombres premiers sexy, les paires de nombres premiers qui diffèrent de 6.

## Définition et exemples
Un couple de nombres premiers cousins est un couple de nombres premiers de la forme {\displaystyle (p,p+4)} ; l'un des nombres {\displaystyle n,n+2,n+4} étant toujours divisible par 3, tous les couples de nombres premiers cousins sont formés de nombres premiers consécutifs excepté {\displaystyle (3,7)} et forment des constellations de nombres premiers.
Les couples de nombres premiers cousins inférieurs à 1 000 sont :
(3, 7), (7, 11), (13, 17), (19, 23), (37, 41), (43, 47), (67, 71), (79, 83), (97, 101), (103, 107), (109, 113), (127, 131), (163, 167), (193, 197), (223, 227), (229, 233), (277, 281), (307, 311), (313, 317), (349, 353), (379, 383), (397, 401), (439, 443), (457, 461),(463,467), (487, 491), (499, 503), (613, 617), (643, 647), (673, 677), (739, 743), (757, 761), (769, 773), (823, 827), (853, 857), (859, 863), (877, 881), (883, 887), (907, 911), (937, 941), (967, 971)
Les suites  A023200 et  A046132 de l'OEIS, donnent respectivement les premier et deuxième terme du couple, la suite  A094343 la liste des couples successifs concaténés et la suite  A111980 la liste pour le cas consécutifs.

## Propriétés
Le plus petit nombre appartenant à deux paires de nombres premiers cousins est 7. Un des nombres {\displaystyle n,n+4,n+8} est toujours divisible par 3, par conséquent, {\displaystyle n=3} est le seul cas où tous sont premiers.
En mai 2009, le plus grand couple de nombre premiers cousins découvert (p, p + 4) était donné par
p = (311778476 · 587502 · 9001# · (587502 · 9001# + 1) + 210)·(587502 · 9001# − 1)/35 + 1
où 9001# est une primorielle. Il a été trouvé par Ken Davis et possède 11 594 décimales.
Le plus grand couple de premiers cousins probables est
474435381 · 298394 − 1
474435381 · 298394 − 5.
Ils comptent 29 629 chiffres en base dix et ont été découverts par Angel, Jobling et Augustin. Alors qu'il a été prouvé que le premier de ces nombres est premier, il n'y a pas de test de primalité connu pour déterminer facilement si le deuxième nombre est premier aussi.
Il découle de la première conjecture de Hardy-Littlewood que les nombres premiers cousins ont la même densité asymptotique que les nombres premiers jumeaux. On peut définir, pour les nombres premiers cousins, un analogue de la constante de Brun associée aux nombres premiers jumeaux, en omettant le terme initial (3, 7) , 3 et 7 n'étant pas des premiers consécutifs :
{\displaystyle B_{4}=\left({\frac {1}{7}}+{\frac {1}{11}}\right)+\left({\frac {1}{13}}+{\frac {1}{17}}\right)+\left({\frac {1}{19}}+{\frac {1}{23}}\right)+\cdots }
En utilisant les nombres premiers cousins jusqu'à 242, la valeur de B4 fut estimée par Marek Wolf en 1996 à
B4 ≈ 1,1970449, voir la suite A194098 de l'OEIS.
Cette constante ne doit pas être confondue avec la constante de Brun pour les quadruplets de nombres premiers, qui est aussi notée B4.